# Вуд-Рівер (Іллінойс)
Вуд-Рівер (англ. Wood River) — місто (англ. city) в США, в окрузі Медісон штату Іллінойс. Населення — 10 464 особи (2020).

## Географія
Вуд-Рівер розташований за координатами 38°51′48″ пн. ш. 90°4′40″ зх. д. / 38.86333° пн. ш. 90.07778° зх. д. (38.863270, -90.077644).  За даними Бюро перепису населення США в 2010 році місто мало площу 18,53 км², з яких 18,08 км² — суходіл та 0,45 км² — водойми.

## Демографія
Згідно з переписом 2010 року, у місті мешкало 10 657 осіб у 4445 домогосподарствах у складі 2704 родин. Густота населення становила 575 осіб/км².  Було 4904 помешкання (265/км²).
Расовий склад населення:
| - 96,3 % — білих - 1,5 % — чорних або афроамериканців - 0,5 % — азіатів - 0,2 % — корінних американців |

До двох чи більше рас належало 1,2 %. Частка іспаномовних становила 1,9 % від усіх жителів.
За віковим діапазоном населення розподілялося таким чином: 22,2 % — особи молодші 18 років, 62,7 % — особи у віці 18—64 років, 15,1 % — особи у віці 65 років та старші. Медіана віку мешканця становила 37,9 року. На 100 осіб жіночої статі у місті припадало 94,0 чоловіків;  на 100 жінок у віці від 18 років та старших — 91,5 чоловіків також старших 18 років.
Середній дохід на одне домашнє господарство  становив 51 451 долар США (медіана — 41 349), а середній дохід на одну сім'ю — 62 184 долари (медіана — 55 617). Медіана доходів становила 49 721 долар для чоловіків та 40 355 доларів для жінок. За межею бідності перебувало 18,4 % осіб, у тому числі 21,2 % дітей у віці до 18 років та 7,2 % осіб у віці 65 років та старших.
Цивільне працевлаштоване населення становило 4795 осіб. Основні галузі зайнятості: освіта, охорона здоров'я та соціальна допомога — 19,6 %, виробництво — 13,8 %, мистецтво, розваги та відпочинок — 12,6 %, транспорт — 11,7 %.